# سیسیل اندروز
سیسیل اندروز (انگلیسی: Cecil Andrews; ۱ نوامبر ۱۹۳۰ – ژوئیه ۱۹۸۶ (age 55)) بازیکن فوتبال اهل بریتانیا بود.
از باشگاه‌هایی که در آن بازی کرده‌است می‌توان به باشگاه فوتبال سیتینگبورو، باشگاه فوتبال کریستال پالاس، باشگاه فوتبال پورتسموث، و باشگاه فوتبال کویینز پارک رنجرز اشاره کرد.